# Arçais
Arçais is een gemeente in het Franse departement Deux-Sèvres (regio Nouvelle-Aquitaine) en telt 633 inwoners (2004). De plaats maakt deel uit van het arrondissement Niort. Arçais is gelegen in het natuurgebied Marais Poitevin.

## Geografie
De oppervlakte van Arçais bedraagt 15,1 km², de bevolkingsdichtheid is 41,9 inwoners per km².
De onderstaande kaart toont de ligging van Arçais met de belangrijkste infrastructuur en aangrenzende gemeenten.

## Demografie
Onderstaande figuur toont het verloop van het inwonertal (bron: INSEE-tellingen).